# Blumea brevipes
Blumea brevipes là một loài thực vật có hoa trong họ Cúc. Loài này được (Oliv. & Hiern) Wild mô tả khoa học đầu tiên năm 1969.